# Ruta Estatal de Nevada 306
La Ruta Estatal de Nevada 306, y abreviada SR 306 (en inglés: Nevada State Route 306) es una carretera estatal estadounidense ubicada en el estado de Nevada. La carretera inicia en el Suroeste a 2,31 millas al este de Gold Acres hacia el Noreste en la I 80     en Beowawe Interchange. La carretera tiene una longitud de 49,3 km (30.614 mi).

## Mantenimiento
Al igual que las autopistas interestatales, y las rutas federales y el resto de carreteras estatales, la Ruta Estatal de Nevada 306 es administrada y mantenida por el Departamento de Transporte de Nevada por sus siglas en inglés Nevada DOT.